# Helénismus

Itálie, východní Středomoří a rozsah helénistických říší, jak se ustavily po válkách mezi diadochy kolem roku 300 př. n. l.

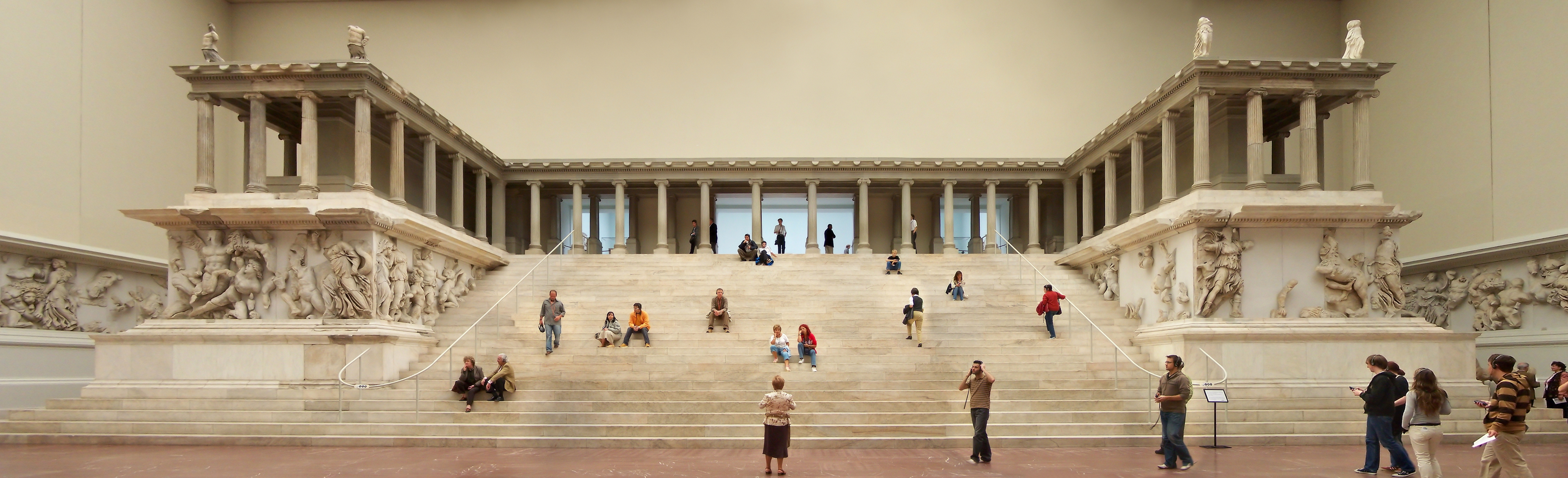
Pergamský oltář; vznik monarchií a soustředění do té doby v řeckém světě nepředstavitelného bohatství Orientu vedlo k oslnivému kulturnímu rozvoji včetně nebývalého rozmachu monumentální řecké architektury

Helénismus je novodobé označení období starověkých dějin antického Středomoří a území Blízkého východu ovládaných řecko-makedonskými dynastiemi přibližně od poloviny 4. století př. n. l. do konce 1. století př. n. l. V širším smyslu také označuje pro tuto dobu nejcharakterističtější kulturní fenomén, jímž bylo pronikání řečtiny a řecké kultury do kultur orientálních a jejich vzájemné ovlivňování.
Helénistická epocha byla významným způsobem spojena s osobností Alexandra Velikého a jeho politickým dědictvím, jak je v jednotlivých částech říše rozpadlé po Alexandrově smrti v roce 323 př. n. l. rozvíjeli diadochové. Svým vlivem ovšem helénismus zasáhl i území, na něž se politická moc diadochů nevztahovala nebo která se z ní postupně vymanila. Na západě to bylo západní Středomoří, a to nejen oblast sicilských a jihoitalských Řeků, ale také Kartágo a Řím, jehož kultura byla od 2. století př. n. l. na kultuře helénistické v mnoha ohledech přímo závislá. Na východě pak oblast řecko-baktrijského a indo-řeckého království.
Za první z helénistických států, přestože její území nikdy nebylo ovládnuto Alexandrem, bývá pokládána Bosporská říše. Nejvýznamnějšími helénistickými říšemi ovšem byla říše Seleukovců, ptolemaiovský Egypt a antigonovská Makedonie, jejichž mocenské střetávání a s ním spojená koaliční politika bylo určujícím prvkem dějin tehdejšího Středomoří; ve svých důsledcích však umožnilo zvýšení vlivu Říma a nakonec jeho mocenskou dominanci. Z tohoto důvodu dříve bývala helénistická epocha, a to už v tradici antického dějepisectví, pokládána za období úpadku mezi klasickou řeckou dobou a nastolením „římského míru“; ve skutečnosti ji však lze pokládat za „jedno z nejdůležitějších období v dějinách lidstva, … z nějž prostřednictvím Říma čerpáme i my.“
Charakteristickým znakem helénistické doby se stala expanze řecké kultury včetně nové podoby obecného řeckého jazyka (koiné) daleko na východ a její střetávání s kulturami okolních starověkých národů, přičemž docházelo k jejich vzájemnému ovlivňování a přizpůsobování v duchu synkretismu a univerzalismu. Helenizací, jejímiž středisky se stala na ovládnutých územích programově zakládaná města zcela řeckého charakteru (např. egyptská Alexandrie), a s ní spojeným prolnutím řeckých a orientálních tradic došlo ke vzniku zcela nových forem politiky, vědy, umění a náboženství, které postupně zasáhly všechny oblasti každodenního života a které svou odezvu posléze nalezly i v rámci římského císařství. Vytvořila se tak „komunikační a kulturní pouta, která spojovala celé Středomoří a Blízký východ v jednu civilizační oblast.“

## Obsah pojmu
Pojem „helénismus“ poprvé v novodobé historiografii použil v 1. polovině 19. století německý historik Johann Gustav Droysen ve své třísvazkové Geschichte des Hellenismus vydané v letech 1836–1843, který jím chtěl označit proces asimilace, jemuž byli vystaveni Řekové žijící v Orientu. Vycházel přitom z řeckého slova ἑλληνίσται – hellénistai použitém v 6. kapitole Skutků apoštolů v opozitu k výrazu ἑδραιοι – hebraioi. Podobně jako jiní badatelé před ním se totiž Droysen chybně domníval, že tak jsou v kontrastu k rodilým Židům označeni orientalizovaní Řekové, kteří přijali orientální zvyklosti a způsob života a obrátili se k judaismu. Ve skutečnosti ovšem tato dvojice slov nemá obecný význam a postihuje spor dvou skupin obyvatel Jeruzaléma v rámci vznikajícího křesťanství: hellénistai jsou ti, kteří užívali řečtinu jako liturgický jazyk, protože „vyrostli mezi Řeky“, tedy pořečtění Židé, zatímco hebraioi pocházeli „z židovského prostředí“. V křesťanské řečtině byl později jako ἑλληνος – Hellénos označován jinověrec zatížený homérskou mytologií. Oproti tomu výraz ἑλληνίσμος – hellénismos ve starověku označoval správné užívání řečtiny ve smyslu nikoli běžné mluvy, ale vytříbeného literárního jazyka, a tedy spíše výlučnost řecké kultury a Řeků vůbec, tedy pravý opak toho, jak jej použil Droysen. V návaznosti na to měl za císaře Juliana, který usiloval o obnovu antického tradičního náboženství založenou na soudobé novoplatonské filozofii, vyjadřovat kulturní identitu tradicionalistických Řeků a Římanů v protikladu ke křesťanům, takže v pozdní antice byl ztotožňován s pohanstvím.
Bez ohledu na své významové proměny je termín v historické literatuře obecně přijímán. Nejběžněji je jím časově vymezováno období tři staletí mezi smrtí Alexandra Velikého v roce 323 př. n. l. a ovládnutím poslední helénistické říše – ptolemaiovského Egypta – Augustem v roce 31 př. n. l. po bitvě u Actia. Počátek helénistické epochy nicméně někteří autoři spojují s jinými událostmi. Např. Hermann Bengtson jej shledává už v době úsilí makedonského krále Filipa II. o ovládnutí řeckých států, tj. v 50. letech 4. století př. n. l., zatímco Claire Préaux jej klade teprve do období válek mezi diadochy. Obdobně tomu pro určení konce helénistické doby je z kulturního hlediska nesporné, že helénistická kultura i po konečném mocenském vítězství Říma nad řeckými monarchiemi přežívala ještě přinejmenším jedno následující století.

## Kultura helénistického období
Helénistická kultura vznikla mísením řecké kultury a kultur orientálních. Díky štědré podpoře Ptolemaiovců vládnoucích v Egyptě se jejím střediskem stala Alexandrie. Tam byl z podnětu Ptolemaia I. vybudován vědecký ústav nazývaný Músaion (chrám Múz). Jednalo se o jakousi akademii, ve které bydleli a pracovali učenci a umělci, aniž by se museli zabývat starostmi o své hmotné zabezpečení. Měli k dispozici rozsáhlou knihovnu (Bibliotéku), v níž byla v originálech nebo alespoň v opisech soustředěna všechna významná díla té doby. Čítala přes půl milionu svitků. Není divu, že se Museión stal záhy centrem vzdělanosti.
Helénem (Hellas = Řecko) se cítil být každý vzdělaný člověk, který mluvil řeckým jazykem, bez ohledu na svůj původ či třeba barvu pleti. Měřítkem hodnoty člověka se stalo jeho bohatství, vzdělání nebo postavení (formou úřadu).

### Próza
- V této době se vytvořila zábavná próza, román, novela a dobrodružný román. U většiny příběhů převažovaly milostné náměty.
- Rozvoj naukové prózy – hlavními osobnostmi tohoto vědeckého ruchu byli Eratosthenés (správce alexandrijské knihovny ve 3. století př. n. l.), Zénodotos (zakladatel řečnické gramatické školy v Alexandrii, Archimédés (matematik) a Aristarchos ze Samu (matematik a astronom).
- Polybios – nejlepší dějepisec helénského období. Sepsal rozsáhlé dílo Dějiny (40 knih, zachovalo se 5). Zpracoval v nich dějiny řecko-římského světa a zvláště Říma od 1. punské války (264–241 př. n. l.) do roku 144 př. n. l.
- Nejvýznamnějším z helenistických filozofů, kteří hleděli především k morálce, byl Epikúros.

### Poezie
- Nejrozšířenějším lyrickým druhem se stal epigram. Elegie se plnila epickým obsahem a stávala se výpravnou. Co se týče epického básnictví, znamením doby byla epická báseň menšího rozsahu = epyllion (eposek), v němž byla popisována nějaká epizoda z řeckého bájesloví. Epyllion vznikl z nechuti k rozvláčným eposům.
- Bukolická poezie (búkolis = pastýř) čerpala náměty z přírody a ze života na venkově. Navazovala na starou lidovou pastýřskou píseň doprovázenou hrou na flétnu. Žánrové typy byla idyla, ekloga a pastorála.
- Theokritos ze Syrákús (300–260 př. n. l.), poslední velký básník řecké antiky, literárně zpracoval motivy pastýřských písní v bukolských básních. Psal epigramy a epylia. Jeho dílem jsou Pastýřské idyly, sbírka 30 idyl, v nichž líčí výjevy ze života pastýřů a rolníků, které však idealizuje. V některých idylách předvádí pod maskou pastýřů své přátele a sebe.
- Kallimachos z Kyrény byl básník a učenec. Byl nejvýznamnějším představitelem tzv. Alexandrijské moderny. Doporučoval skládat básně menšího rozsahu a sám tvořil epylia, epigramy, elegie a hymny. Zabýval se katalogizováním alexandrijské knihovny. Jeho nejdůležitějším dílem jsou Příčiny (pověsti o vzniku různých slavností, obřadů, názvů, měst a svatyní).
- Apollonios z Rhodu – řecký učenec a správce alexandrijské knihovny. Vedle básní o původu měst je jeho hlavním dílem epos Argonautika, jímž chtěl oživit tradici homérského eposu, prostředky helénistického učeného básnictví. Zejména detailním líčením psychologických procesů.

### Drama
- Nová komedie – Tragédie nevytvořila nic nového, pokračovala ve svém úpadku. Komedie se obrátila k látkám ze všedního života a stala se kosmopolitní. Vytvořily se ustálené veseloherní typy (zamilovaný mladík, chytrý otrok, hetéra, vychloubavý voják…). Okruh témat se zaměřil na soukromý život (osobní, milostné a rodinné problémy). Zakladatelem nové komedie byl Menandros. Hlavními představiteli jsou Menandros, Filemón a Dífilos.

- Menandros (342–293 př. n. l.) napsal přes 100 komedií, které byly psány pro tři herce. Jeho díla měla jednoduchý děj ze všedního života s milostnými a majetkovými zápletkami. V jeho komediích hrají obyčejní lidé a mají dobrý konec. Menandros chtěl nejen bavit, ale i vychovávat. Většinou idealizuje skutečnost. Jeho hry volně zpracovali Plautus a Terentius. Jeho díla jsou: Hledá se otec, Komedie pro všední den, Ostříhaná (Ustřižená kštice), Spor o dítě (Čí je to dítě?), Škarohlíd, Takový protiva (Dědek), Zmýlená neplatí a Smírčí soud.
  - Ve Sporu o dítě říká ústy otroka, že nikoli bozi, nýbrž povaha člověka je strůjcem jeho osudu.Tento příběh je vybudován na motivu odloženého a znovu nalezeného dítěte.
  - Dědek zase ukazuje příběh nerudného starce a nalezení jeho pozitivního vztahu k lidem.
  - Ve Smírčím soudu hrdina podezřívá ženu, že mu zatajila, když se brali, že už není panna. Zjišťuje, kdo je otcem dítěte, ale nakonec zjistí, že je jím on, protože před 9 měsíci znásilnil mladou dívku, svoji ženu.

## Filozofie

### Centra filozofie
- Athény – Akademie, Peripatetická škola
- Alexandrie – knihovna (tisíce svazků, shořela)

### Směry helénistické filozofie
- kynismus
- stoicismus
- skepticismus
- epikureismus
- eklekticismus
- novoplatonismus